# Ljubow Iwanowna Iljuschetschkina

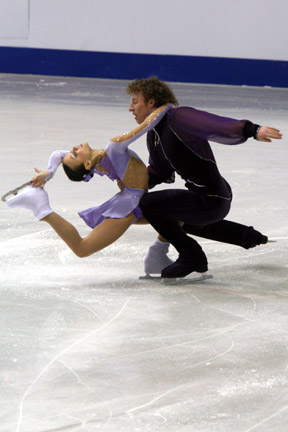
Ljubow Iljuschetschkina & Nodari Maisuradze

Ljubow Iwanowna Iljuschetschkina (russisch Любовь Ивановна Илюшечкина; * 5. November 1991 in Moskau, Sowjetunion) ist eine russisch-kanadische Eiskunstläuferin, die im Paarlauf startet.
Iljuschetschkina begann im Alter von vier Jahren mit dem Eiskunstlaufen, ihre erste Eislaufbahn war direkt neben dem Kindergarten, den sie zu diesem Zeitpunkt besuchte. Zunächst war sie Einzelläuferin, bis sie im April 2006 begann gemeinsam mit Nodari Maisuradze zu laufen. Das Paar gewann bei der Juniorenweltmeisterschaft 2008 die Silber und ein Jahr später die Goldmedaille.
Im Oktober 2014 erhielt sie vom russischen Verband die Freigabe, um mit Dylan Moscovitch für Kanada anzutreten.

## Erfolge
| Wettbewerb/Wintersaison            | 07–08 | 08–09 | 09–10 | 10–11 |
| ---------------------------------- | ----- | ----- | ----- | ----- |
| Olympische Winterspiele            | -     | -     | -     | -     |
| Weltmeisterschaften                | -     | -     | -     |       |
| Europameisterschaften              | -     | 5.    | -     |       |
| Juniorenweltmeisterschaften        | 2.    | 1.    | -     | -     |
| Russische Meisterschaften          | 4.    | 3.    | 4.    |       |
| Russische Junioren-Meisterschaften | 2.    | -     | -     | -     |
| Cup of Russia                      | -     | 4.    | -     | -     |
| Skate Canada                       | -     | -     | -     | 1.    |
| Cup of China                       | -     | -     | 5.    | 4.    |